# Балашове (Генічеський район)
Балашо́ве — село в Україні, у Іванівській селищній громаді Генічеського району Херсонської області. Населення становить 540 осіб.

## Історія
12 червня 2020 року, відповідно до розпорядження Кабінету Міністрів України № 713-р «Про визначення адміністративних центрів та затвердження територій територіальних громад Запорізької області», увійшло до складу Іванівської селищної громади.
17 липня 2020 року, в результаті адміністративно-територіальної реформи та ліквідації Іванівського району, село увійшло до складу Генічеського району.
24 лютого 2022 року село тимчасово окуповане російськими військами під час російсько-української війни.

## Населення
Згідно з переписом УРСР 1989 року чисельність наявного населення села становила 539 осіб, з яких 249 чоловіків та 290 жінок.
За переписом населення України 2001 року в селі мешкала 531 особа.

### Мова
Розподіл населення за рідною мовою за даними перепису 2001 року:
| Мова       | Відсоток |
| ---------- | -------- |
| українська | 93,15 %  |
| російська  | 5,56 %   |
| молдовська | 0,93 %   |
| болгарська | 0,19 %   |

## Відомі люди
- Причина Геннадій Георгійович (нар. 1962) — український діяч, виконувач обов'язків голови Херсонської обласної ради (2006 р.)